# Січінава Борис Шалвович
Борис Шалвович Січінава (груз. ბორის სიჭინავა; нар. 28 жовтня 1936, Зугдіді, Грузинська РСР, СРСР — 17 травня 2011, Тбілісі, Грузія) — радянський футболіст, що грав на позиції захисника.

## Спортивна кар'єра
Вихованець спортивної дитячо-юнацької школи олімпійського резерву «Динамо» (Тбілісі). У другому дивізіоні виступав за бакинський «Нафтовик» і армійську команду з столиці Грузії. 1957 року виконав норматив на звання «Майстер спорту».
Своєю грою привернув увагу керівництва тбіліського «Динамо», до складу якого приєднався наступного сезону. Учасник фінального матчу чемпіонату СРСР 1964 року, за підсумками якого грузинські футболісти вперше здобули золоті нагороди в цьому турнірі (перемога над московським «Торпедо» з рахунком 4:3). Володар двох бронзових медалей чемпіонату. Брав участь у фіналі кубка 1960 року. Обирався до списку «33 найкращих» гравців радянського футболу (№ 2 — 1964). За десять сезонів в елітній лізі провів 240 матчів (6 забитих м'ячів), у кубку — 16 ігор.
З 1969 по липень 1994 року працював у СДЮШОР «Динамо» (Тбілісі). Очолював юнацьку збірну Грузії. Заслужений тренер Грузинської РСР (1978). Переможець юнацької першості СРСР 1985 року. У сезоні 1994/95 входив до тренерського штабу тбіліського «Динамо».

## Досягнення
- Чемпіон СРСР (1): 1964
- Третій призер (2): 1962, 1967
- Фіналіст кубка (1): 1960

## Статистика
Статистика клубних виступів:
| Сезон             | Команда            | Чемпіонат | Чемпіонат | Чемпіонат | Кубок | Кубок |
| Сезон             | Команда            | Ліга      | Ігри      | Голи      | Ігри  | Голи  |
| ----------------- | ------------------ | --------- | --------- | --------- | ----- | ----- |
| 1955              | «Нафтовик» (Баку)  | Д-2       | 5         | 0         | —     | —     |
| 1955              | ОБО (Тбілісі)      | Д-2       |           |           | —     | —     |
| 1956              | ОБО (Тбілісі)      | Д-2       |           |           | —     | —     |
| 1957              | СКВО (Тбілісі)     | Д-2       | 28        | 1         |       |       |
| 1958              | «Динамо» (Тбілісі) | Д-1       | 21        | 0         | —     | —     |
| 1959              | «Динамо» (Тбілісі) | Д-1       | 7         | 0         | —     | —     |
| 1960              | «Динамо» (Тбілісі) | Д-1       | 27        | 0         | 3     | 0     |
| 1961              | «Динамо» (Тбілісі) | Д-1       | 20        | 0         | 2     | 0     |
| 1962              | «Динамо» (Тбілісі) | Д-1       | 32        | 1         | 2     | 0     |
| 1963              | «Динамо» (Тбілісі) | Д-1       | 37        | 0         | 1     | 0     |
| 1964              | «Динамо» (Тбілісі) | Д-1       | 30        | 3         | 2     | 0     |
| 1965              | «Динамо» (Тбілісі) | Д-1       | 28        | 1         | 4     | 0     |
| 1966              | «Динамо» (Тбілісі) | Д-1       | 19        | 0         | 1     | 0     |
| 1967              | «Динамо» (Тбілісі) | Д-1       | 19        | 1         | 1     | 0     |
| Усього за кар'єру | Усього за кар'єру  | Д-1       | 240       | 6         | 16    | 0     |